# Saligram
Saligram là một thị xã của quận Udupi thuộc bang Karnataka, Ấn Độ.

## Nhân khẩu
Theo điều tra dân số năm 2001 của Ấn Độ, Saligram có dân số 14.959 người. Phái nam chiếm 47% tổng số dân và phái nữ chiếm 53%. Saligram có tỷ lệ 74% biết đọc biết viết, cao hơn tỷ lệ trung bình toàn quốc là 59,5%: tỷ lệ cho phái nam là 81%, và tỷ lệ cho phái nữ là 68%. Tại Saligram, 9% dân số nhỏ hơn 6 tuổi.